# Ron Paul
Ronald Ernest (Ron) Paul, född 20 augusti 1935 i Pittsburgh, Pennsylvania, är en amerikansk libertariansk politiker och fram till 2013 republikansk ledamot av USA:s representanthus för en valkrets i sydöstra Texas. Han var aktuell som kandidat för den republikanska nomineringen till de amerikanska presidentvalen 2008 och 2012. Som republikan utmärkte sig Paul för sitt motstånd mot krigen i Afghanistan och Irak, sin kritik av den amerikanska centralbankens expansiva penningpolitik och sin idé om en mycket begränsad stat.

## Utbildning och arbete
Paul avlade kandidatexamen i biologi vid Gettysburg College 1957 och därefter läkarexamen vid Duke University School of Medicine 1961. Under sin tid som   praktiserande läkare hjälpte Paul mer än 4 000 barn till världen.
Han var ledamot av USA:s representanthus för republikanska partiet 1976–1977, 1979–1985 och 1997–2013.
1984 gjorde han ett försök att komma in i senaten på ett mandat från Texas, men förlorade den republikanska nomineringen mot Phil Gramm, som sedan vann valet.

## Libertariansk presidentkandidatur 1988
I presidentvalet 1988 kandiderade Paul för det libertarianska partiet. Paul blev trea i valet efter republikanen George H.W. Bush och demokraten Michael Dukakis med 431 750 röster (0,47 procent). Paul har därefter bytt tillbaka till det republikanska partiet.

## Republikanska presidentkandidaturer

### 2008
Inför det amerikanska presidentvalet 2008 var Paul, då 73 år gammal, en av kandidaterna i det republikanska partiets primärval. Detta var andra gången han kandiderade i ett presidentval, efter sin Libertarianska kandidatur 20 år tidigare. Hans kampanjslogan var Hope for America. Vid det första primärvalet i Iowa fick Paul över 10 procent av de republikanska rösterna. Han placerade sig därmed före den kände Rudy Giuliani och precis bakom Fred Thompson och John McCain. Trots framgångarna i denna delstat hade Paul inte bedrivit någon kampanj av större omfattning där. I de delstater som höll nomineringsmöten, så kallade caucuses, fick Paul 12,3 procent av rösterna. I den viktiga delstaten Iowas caucus fick Paul 48 procent av rösterna. Paul fick sammanlagt mer än 1,1 miljoner röster i primärvalen, vilket motsvarade 5,58 procent av de republikanska rösterna. Hans starkaste delstater vid primärvalen var Idaho (24 procent), South Dakota (17 procent) och Pennsylvania (16 procent).
Först den 12 juni 2008 gav han upp kampanjen, trots att John McCain hade säkrat sin nominering som republikansk presidentkandidat redan i mars 2008.

### "Straw polls" inför 2012
I Ames Iowa Straw poll, en provomröstning kombinerad med insamling av pengar till det republikanska partiets  kommande valkampanjer, den 13 augusti 2011 kom Paul på andra plats med 27,7 procent av rösterna. Före honom kom Michele Bachmann med 28,6 procent. 

### Nomineringsprocessen 2012
I det republikanska primärvalet i New Hampshire den 10 januari 2012 kom Paul på andra plats med 22,9 procents stöd, efter Mitt Romney som fick 39,3 procent. I de inledande partinomineringsmötena (caucuses) i Iowa den 3 januari hade Paul dessförinnan hamnat på tredjeplats med 21,43 procent väljarstöd, knappt slagen av Rick Santorum och Romney med 24,5 procent vardera. Vid det därpå följande primärvalet i South Carolina den 21 januari kom Paul sist av de fyra kvarvarande kandidaterna, med ett resultat på 13 procent.

## Politiska åsikter
Ron Paul betecknar sig själv som konstitutionalist och libertarian, och har av andra även kallats konservativ. Han förespråkar kraftigt minskade statliga utgifter, minskade skatter och en balanserad federal budget. Han stödjer frihandel och samkönade äktenskap och är för mindre statlig makt.
Paul var den ende av de republikanska presidentkandidaterna 2008 som röstade emot Irakkriget. Han företräder en strikt icke-interventionistisk linje i utrikespolitiken, och röstar rutinmässigt emot resolutioner som gäller hur andra länders regeringar ska agera. Paul vill att USA ska begära utträde ur internationellt lagstadgande organisationer som Nato och WTO samt handelsavtal som NAFTA och GATT, eftersom han anser att de inskränker USA:s nationella oberoende och skapar problem världen över. Han vill även stoppa den illegala invandringen till USA. Han stödjer inte att illegala immigranters barn automatiskt ska få medborgarskap.
Paul har gjort sig känd för att vilja avskaffa den hårda så kallade terrorlagstiftningen Patriot Act, som han röstade mot när den infördes, då den leder till övergrepp och förlorade individuella rättigheter. Han är också starkt kritisk till alla former av korporatism och den amerikanska centralbanken Federal Reserve, liksom centralbanker i allmänhet och fractional-reserve banking.
Paul opponerar sig mot den federala amerikanska regeringens krig mot narkotika, federal vapenkontroll och illegal invandring men anser att problemen med invandring beror på den federala välfärdsstaten, och vill låta delstaterna själva besluta om abort och eventuell droglegalisering. 
Paul är emot kirurgisk abort på grund av sin filosofiska syn på alla människors lika värde och brukar kalla sig själv dess största motståndare, eftersom han på federal nivå vill genomföra Sanctity of Life Act som säger att mänskligt liv börjar vid befruktning, och We the People Act. Om dessa lagförslag genomfördes skulle de innebära att ett foster blir amerikansk medborgare redan vid befruktningen och att abort ses som mord på en medborgare. Han vill dock ge delstaterna större makt att själva besluta i frågan, så det eventuella straffet därmed sedan skulle kunna bestämmas oberoende i de olika delstaterna. Han menar även att dagen-efter-piller inte är att jämställa med kirurgisk abort.
Paul hade under presidentvalskampanjen 2008 starkt stöd via Internet med många prenumeranter på Youtube. Hans bok The Revolution: A Manifesto blev omedelbart en bästsäljare. I vissa internetomröstningar har han kommit långt framför andra kandidater, vilket brukar tillskrivas att han har hängivna supportrar.[källa behövs]
Paul var en inspiratör till den tidiga Tea Party-rörelsen och har bland annat kallats hjärnan bakom och rörelsens gudfar.